# Порядок байтів

Представлення даних у пам'яті комп'ютера

Порядок байтів (англ. Endianness, byte order) — метод запису байтів багатобайтових чисел в інформатиці. У програмуванні, інформація в пам'яті зазвичай зберігається у двійкових даних, розділена на 8 біт (один байт).
У загальному випадку, для представлення числа M, більшого 255 ({\displaystyle 255=2^{8}-1} — максимальне ціле число, що записується одним октетом), доводиться використовувати декілька байтів-октетів. При цьому число M записується в позиційній системі числення за основою 256:
{\displaystyle M=\sum _{i=0}^{n}A_{i}\cdot 256^{i}=A_{0}\cdot 256^{0}+A_{1}\cdot 256^{1}+A_{2}\cdot 256^{2}+\dots +A_{n}\cdot 256^{n}.}
Набір цілих чисел {\displaystyle A_{0},\dots ,A_{n}} кожне з яких лежить в інтервалі від 0 до 255, є послідовністю байтів, складових числа M. при цьому {\displaystyle A_{0}}називається молодшим байтом, а {\displaystyle A_{n}} — старшим байтом числа M.

## Походження назви
В англійській мові терміни big-endian і little-endian запозичено у Джонатана Свіфта з його сатиричного твору Мандри Гуллівера, де описуються держави Ліліпутія та Блефуску, що вели між собою нескінченні війни через розбіжність із якого кінця слід розбивати варені яйця: з «гострого» (англ. little-endian) чи з «тупого» (англ. big-endian).

## Варіанти запису

### Порядок від старшого до молодшого

Порядок від старшого до молодшого

Порядок від старшого до молодшого або (англ. big-endian, дослівно: «тупокінцевий»): {\displaystyle A_{n},\dots ,A_{0}}. Запис починається зі старшого байту й закінчується молодшим. Так записують числа на папері й цей порядок є стандартним для протоколів TCP/IP, він застосовується в заголовках пакетів даних і в багатьох протоколах вищого рівня, розроблених для застосування поверх TCP/IP. Тому, порядок байтів від старшого до молодшого часто називають мережевим порядком байтів (англ. network byte order). Обробку чисел із таким порядком байтів апаратно реалізовано в комп'ютерах IBM System/360, IBM System/370, IBM System/390, Motorola 68000, SPARC (звідси третя назва — порядок байтів Motorola, Motorola byte order).

### Порядок від молодшого до старшого

Порядок від молодшого до старшого

Порядок від молодшого до старшого або (англ. little-endian, дослівно: «гострокінцевий»): {\displaystyle A_{0},\dots ,A_{n}}, запис починається з наймолодшого байту й закінчується найстаршим. Такий порядок запису прийнятий у пам'яті комп'ютерів з процесорами Intel, у яких його було апаратно реалізовано, у зв'язку з чим іноді його називають «інтелівський» порядок байтів (за назвою фірми-розробника архітектури x86). Подекуди, наприклад, у документації Perl, вживається назва «VAX order».
Такий порядок застосовується в USB, конфігурації PCI, таблиця розділів GUID, рекомендаціях FidoNet, однак маловживаний у крос-платформних протоколах і форматах даних.

### Змінюваний порядок
Деякі процесори можуть працювати і з порядком від молодшого до старшого, і зі зворотнім, наприклад, ARM, PowerPC (але не PowerPC 970), DEC Alpha, MIPS, PA-RISC і IA-64. Зазвичай порядок байтів вибирається програмно під час ініціалізації операційної системи, але може бути вибраний і апаратними перемичками на материнській платі. У цьому випадку правильніше говорити про порядок байтів операційної системи. Змінюваний порядок байтів іноді називають англ. bi-endian.

### Змішаний порядок
Змішаний порядок байтів (англ. middle-endian) іноді застосовується при роботі з числами, довжина яких перевищує машинне слово. У машинному слові байти зберігаються в порядку, природному для даної архітектури, але самі слова йдуть у зворотному порядку.
Класичний приклад middle-endian — представлення 4-байтних цілих чисел на 16-бітних процесорах сімейства PDP- 11 (відомий як PDP-endian) . Для представлення двобайтних значень (слів) застосовувався апаратний порядок: спочатку молодший байт, потім — старший. Але в подвійному (4-байтному) слові записувалося спочатку старше слово, а потім молодше.
У процесорах VAX і ARM застосовується змішаний порядок для довгих дійсних чисел.

### Приклад
Далі наведено приклад, в якому описується розміщення 4-байтового числа в ОЗП ЕОМ, доступ до якого може здійснюватися і як до 32-розрядного слова, так і побайтово.
Всі числа записані в 16-ковій системі числення.
| Представлення                     | Представлення   | D4*0x01 + C3*0x100 + B2*0x10000 + A1*0x1000000 |
| Порядок від молодшого до старшого | (little-endian) | 0xD4, 0xC3, 0xB2, 0xA1                         |
| Порядок від старшого до молодшого | (big-endian)    | 0xA1, 0xB2, 0xC3, 0xD4                         |
| Порядок, прийнятний в PDP-11      | (PDP-endian)    | 0xB2, 0xA1, 0xD4, 0xC3                         |

### Порівняння

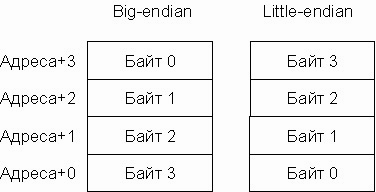
Розміщення байтів слова в пам'яті Big-endian— та Little-endian-машин

Істотною перевагою little-endian у порівнянні з big-endian вважається[джерело?] можливість «неявної типізації» цілих чисел при читанні меншого обсягу байт (за умови, що прочитане число вміщується в діапазон). Так, якщо в комірці пам'яті міститься число 0x00000022, то прочитавши один байт отримаємо число 0x22, прочитавши  два байти (int16) — число 0x0022 і т.д. Однак, це ж може вважатися одночасно недоліком, тому що може спричинити помилки втрати даних.
Недоліком little-endian (у порівнянні з big-endian) вважається[джерело?] «неочевидність» значення байтів пам'яті, наприклад, при налагодженні: послідовність байтів (A1, B2, C3, D4) означає число 0xD4C3B2A1, тоді як у big-endian ця послідовність (A1, B2, C3, D4) читається «природним» для арабського запису чисел чином — 0xA1B2C3D4. Найменш зручним у роботі вважається middle-endian формат запису. Він зберігся тільки на старих платформах. Для запису довгих чисел (чисел, довжина яких істотно перевищує розрядність машини) зазвичай переважає порядок слів little-endian (оскільки більшість арифметичних операцій над довгими числами здійснюються від молодших розрядів до старших). Порядок байтів в слові — звичайний для такої архітектури.

## Проблеми сумісності
Запис багатобайтового числа з пам'яті комп'ютера в файл або передача по мережі потребує дотримання відповідностей про те, який з байтів є старшим, а який молодшим. Прямий запис комірок пам'яті призводить до можливих проблем при перенесенні додатку з платформи на платформу.

## Визначення порядку байтів
Порядок байтів в конкретній машині можна визначити за допомогою програми на мові Сі (testendian.c):
```
#include
 
<stdio.h>

unsigned
 
short
 
x
 
=
 
1
;
 
/* 0x0001 */

int
 
main
(
void
)

{

  
printf
(
"%s
\n
"
,
 
*
((
unsigned
 
char
 
*
)
 
&
x
)
 
==
 
0
 
?
 
"big-endian"
 
:
 
"little-endian"
);

  
return
 
0
;

}

```

Вивід даної програми має сенс тільки на платформах, де розмір типу unsigned short більший, ніж розмір типу unsigned char. Це правильно на переважній більшості комп'ютерів, оскільки вони мають 8-розрядний байт. Однак існують і апаратні платформи, в яких розмір байта рівний розміру слова (або, в термінах мови C: sizeof (char) == sizeof (int)). Наприклад, в суперкомп'ютерах Cray.
Результати запуску на big-endian машині (SPARC):
```
 $ uname -m
 sparc64
 $ gcc -o testendian testendian.c 
 $ ./testendian 
 big-endian

```

Результати запуску на little-endian машині (x86):
```
 $ uname -m
 i386
 $ gcc -o testendian testendian.c 
 $ ./testendian 
 little-endian

```

## Дійсні числа
Зберігання дійсних чисел може залежати від порядку байт; так, на x86 використовуються формати IEEE 754 зі знаком і порядком числа в старших байтах.

## Юнікод
Якщо Юнікод записаний у вигляді UTF-16 або UTF-32, то порядок байтів є суттєвим. Одним із способів позначення порядку байтів в юнікодових текстах є встановлення на початку спеціального символу BOM (byte-order mark), маркер послідовності байтів, U+FEFF — «перевернутий» варіант цього символу (U+FFFE) не існує і не допускається в текстах.
Символ U+FEFF зображується в UTF-16 послідовністю байтів 0xFE 0xFF (big-endian) або 0xFF 0xFE (little-endian), а в UTF-32 — послідовністю 0x00 0x00 0xFE 0xFF (big-endian) або 0xFF 0xFE 0x00 0x00 (little-endian).

## Конвертація
Для перетворення між мережним порядком байтів (англ. network byte order), який завжди у форматі big-endian, і порядком байтів, що використовується на машині (англ. host byte order), стандарт POSIX передбачає функції htonl (), htons (), ntohl (), ntohs ():
- uint32_t htonl (uint32_t hostlong); — конвертує 32-бітну беззнакову величину з локального порядку байтів в мережевій;
- uint16_t htons (uint16_t hostshort); — конвертує 16-бітну беззнакову величину з локального порядку байтів в мережевій;

- uint32_t ntohl (uint32_t netlong); — конвертує 32-бітну беззнакову величину з мережевого порядку байтів в локальний;
- uint16_t ntohs (uint16_t netshort); — конвертує 16-бітну беззнакову величину з мережевого порядку байтів в локальний.

У разі збігу поточного порядку байтів і мережевого, функції можуть бути «порожніми» (тобто, не змінювати порядку байтів). Стандарт також допускає, щоб ці функції були реалізовані макросами.
Існує багато мов і бібліотек із засобами конвертації в обидва основні порядку байт і навпаки.
Ядро Linux: le16_to_cpu (), cpu_to_be32 (), cpu_to_le16p (), і так далі;
Ядро FreeBSD: htobe16 (), le32toh (), і так далі;
Erlang:
```
 
<<
Count
:
32
/
big
-
unsigned
-
integer
,
 
Average
:
64
/
big
-
float
>>
 
=
 
Chunk

 
Message
 
=
 
<<
Length
:
32
/
little
-
unsigned
-
integer
,

        
MType
:
16
/
little
-
unsigned
-
integer
,
 
MessageBody
>>

```

Python:
```
 
import
 
struct

 
Count
,
 
Average
 
=
 
struct
.
unpack
(
">Ld"
,
 
Chunk
)

 
Message
 
=
 
struct
.
pack
(
"<LH"
,
 
Length
,
 
MType
)
 
+
 
MessageBody

```

Perl:
```
 
(
$Count
,
 
$Average
)
 
=
 
unpack
(
'L>d>'
,
 
$Chunk
);

 
$Message
 
=
 
pack
(
'(LS)<'
,
 
$Length
,
 
$MType
)
 
.
 
$MessageBody
;

 
(
або
 
те
 
ж
 
саме:
 
$Message
 
=
 
pack
(
'Vv'
,
 
$Length
,
 
$MType
)
 
.
 
$MessageBody
;)

```

дані приклади для Erlang, Python, Perl містять ідентичну функціональність.